# Награди „Оскар“ (15-а церемония)
Петнадесетата церемония по връчване на филмовите награди „Оскар“ се провежда на 4 март 1943 година в нощния клуб „Коконът Гроув“ на хотел Амбасадор, Лос Анджелис, Калифорния. На нея се връчват призове за най-добри постижения във филмовото изкуство през 1942 година. Водещ на събитието е известния комедиант Боб Хоуп, негово трето от 11 водения на церемонията.
Големият победител на вечерта е филма Госпожа Минивър на Уилям Уайлър, номиниран в 12 категории, получавайки награди за 6 от тях. Сред другите основни претенденти са заглавията Гордостта на янките на режисьора Сам Ууд и Янки Дудъл Денди на Майкъл Къртис.
Церемонията е известна и с речта на приемащата „Оскар“ за най-добра женска роля Гриър Гарсън, продължила около 6 минути, смятана за най-дългата до днес.
След въвеждането на категорията за най-добър документален филм през предходната година, на тази церемония отличието е присъдено едновременно на четири заглавия: „Битката за Мидуей“, „Фронтова линия Кокода!“, „Москва отвръща на удара“ и „Прелюдия към война“.

## Номинации и награди
Долната таблица показва номинациите за наградите по категории. Победителите са изписани на първо място с удебелен шрифт.
| Най-добър филм | Най-добър режисьор |
| --- | --- |
| - Госпожа Минивър - Окупаторите - Кингс Роу - Великолепните Амбърсън - Пъстрият свирач - Гордостта на янките - Случайна жътва - Приказките на града - Остров Уейк - Янки Дудъл Денди                                                                                    | - Уилям Уайлър – Госпожа Минивър - Майкъл Къртис – Янки Дудъл Денди - Джон Фароу – Остров Уейк - Мървин Лерой – Случайна жътва - Сам Ууд – Кингс Роу |
| Най-добра мъжка роля | Най-добра женска роля |
| - Джеймс Кагни – Янки Дудъл Денди - Роналд Колман – Случайна жътва - Гари Купър – Гордостта на янките - Уолтър Пиджън – Госпожа Минивър - Монти Уоли – Пъстрият свирач                                                                                                  | - Гриър Гарсън – Госпожа Минивър - Тереза Райт – Гордостта на янките - Розалинд Ръсел – Сестра ми Айлийн - Катрин Хепбърн – Жена на годината - Бети Дейвис – Сега, Вояджър |
| Най-добра поддържаща мъжка роля | Най-добра поддържаща женска роля |
| - Ван Хефлин – Джони Ийгър - Уилям Бендикс – Остров Уейк - Уолтър Хюстън – Янки Дудъл Денди - Франк Морган – Тортила Флет - Хенри Травърс – Госпожа Минивър | - Тереза Райт – Госпожа Минивър - Гладис Купър – Сега, пътешественик - Агнес Мурхед – Великолепните Амбърсън - Сюзън Питърс – Случайна жътва - Мей Уити – Госпожа Минивър |
| Най-добър оригинален сценарий | Най-добър адаптиран сценарий |
| - Жена на годината – Майкъл Канин и Ринг Ларднър джуниър - Остров Уейк – У.Р. Бърнет и Франк Бътлър - Пътят към Мароко – Франк Бътлър и Дон Хартман - Войната срещу госпожа Хадли – Джордж Опенхаймър - Един от самолетите ни липсва – Майкъл Пауъл и Емерик Пресбъргър | - Госпожа Минивър – Джордж Фрошел, Джеймс Хилтън, Клодин Уест и Артър Уимпърис - Окупаторите – Родни Окланд и Емерик Пресбъргър - Приказките на града – Сидни Бичман и Ъруин Шоу - Случайна жътва – Джордж Фрошел, Клодин Уест и Артър Уимпърис - Гордостта на янките – Херман Манкуиц и Джо Суерлинг |

## Филми с множество номинации
Долуизброените филми получават повече от 2 номинации в различните категории за настоящата церемония:
- 12 номинации: Госпожа Минивър
- 11 номинации: Гордостта на янките
- 8 номинации: Янки Дудъл Денди
- 7 номинации: Случайна жътва, The Talk of the Town
- 4 номинации: Арабски нощи, Книга за джунглата, Великолепните Амберсонс, Това над всичко, Wake Island
- 3 номинации: Бамби, Черният лебед, Летящи тигри, Holiday Inn, Окупаторите, Кингс Роу, Now, Voyager, The Pied Piper, Reap the Wild Wind, Вземи писмото скъпа, You Were Never Lovelier

## Почетни награди
- Шарл Боайе
- Ноъл Кауърд